# Le Puy (Żyronda)
Puy – miejscowość i gmina we Francji, w regionie Nowa Akwitania, w departamencie Żyronda.
Według danych na rok 1990 gminę zamieszkiwało 281 osób, a gęstość zaludnienia wynosiła 34 osób/km² (wśród 2290 gmin Akwitanii Puy plasuje się na 899. miejscu pod względem liczby ludności, natomiast pod względem powierzchni na miejscu 1186.).